# Talassemtane nationalpark
Talassemtane nationalpark är en nationalpark i Marocko. Den ligger i den nordöstra delen av landet, 200 km nordost om huvudstaden Rabat. Talassemtane  nationalpark ligger 1 525 meter över havet.